# Louis Nagel
Louis Nagel BV (1873-2016) was een Nederlandse importorganisatie die in Nederland voornamelijk bekendheid verwierf als importeur van het Amerikaans-Duitse merk John Deere. De naam van de firma gaat terug op de grondlegger Louis Nagel (1839-1901), nazaat van een geslacht van kassiers en kooplieden.

## Geschiedenis
Louis Nagel ontstond in 1873 te Arnhem als handelshuis in werktuigen voor de agrarische sector. Door groei verhuisde het in 1979 naar een nieuw pand in Nijmegen waar het tot eind 2011 bleef. Door de breuk met John Deere per 1 maart 2011 en de daaropvolgende samenwerking met andere fabrikanten werd het pand te Nijmegen verkocht aan een transportbedrijf, waarna Louis Nagel verhuisde naar Andelst waar het was gevestigd tot de bedrijfsbeëindiging in 2016.

### Importeur van John Deere
Het bedrijf Louis Nagel werd al in 1873 opgericht en verkocht aanvankelijk vooral kleine landbouwgereedschappen en tuinmachines, zoals ploegen en harken. Toen, na de beëindiging van de Tweede Wereldoorlog, de landbouwmechanisatie zich in een versneld tempo doorzette, speelde Louis Nagel daar direct op in: het bedrijf werd agent voor de merken Minneapolis-Moline (1948) en Heinrich Lanz (1950).
In 1950 verkreeg Louis Nagel de distributierechten voor Lanztractoren. Toen, in 1956, Lanz werd overgenomen door de Amerikaanse machine- en tractorfabrikant John Deere, verwierf Louis Nagel de distributierechten van dat merk. John Deere groeide uit tot de grootste producent in zijn sector wereldwijd en, met Louis Nagel als importeur, tot marktleider in Nederland. Louis Nagel zou uiteindelijk 54 jaar lang importeur van John Deere blijven.

### Beëindiging samenwerking John Deere en Louis Nagel
In de jaren 2010-2011 veranderde dit. John Deere ging een andere filosofie volgen waarbij het een relatie met veel minder – zeer grote – dealers aanging. Daarnaast had Louis Nagel te kampen met financiële problemen van de toenmalige eigenaar, Kroymans en de toenmalige economische malaise. Dit alles leidde tot het beëindigen van de samenwerking tussen John Deere en Louis Nagel.
Per 1 maart 2011 hielden de leveranties van John Deere op maar Louis Nagel sloot per 1 april 2011 een contract met het Italiaanse Argo, de producent van de landbouwmachines van de merken McCormick en Landini.
Het leveringsprogramma werd gecompleteerd met merken als Breviglieri (rotorkopeggen en zaaimachines), Ag Leader (gps-systemen) en Farasin (verreikers). Korte tijd importeerde men ook de merken Dieci (verreikers) en Yanmar (tractoren).
Het marktaandeel in Nederland van de machines van deze merken was traditioneel laag, en het lukte niet om dit aandeel hoger te maken, wat het einde van het bedrijf inluidde. Hier kwam nog bij dat, door de malaise in de landbouwsector, de boeren minder in machines investeerden.

## Bedrijfsbeëindiging
Najaar 2011 verhuisde Louis Nagel naar Andelst, waar de nieuwe eigenaar, DPC (Dutch Power Company), gevestigd was. Dit bedrijf omvatte producenten van merken als Herder, Probotiq en Roberine. In 2015 werd Louis Nagel door DPC afgestoten. Hierop besloot de directie om het 140-jarige handelshuis te beëindigen.

## Tijdlijn
- 1873: Oprichting handelshuis Louis Nagel BV
- 1948/1950: Verwerven van importeurschappen Minneapolis-Moline en Heinrich Lanz
- 1956: Heinrich Lanz wordt overgenomen door John Deere en Louis Nagel verwierf het dealerschap van dit merk.
- 1979: Verhuizing van Arnhem naar Nijmegen
- 2000: Nagel concentreert zich geheel op het dealerschap van John Deere, en stoot alle andere merken af.
- 2011: Nagel verliest het importeurschap van John Deere en gaat verder met o.a. Argo

Nagel verkoopt zijn pand te Nijmegen en verhuist naar Andelst.
- 2016: Nagel verwerft het importeurschap van Yanmar en Dieci

Argo staakt de samenwerking met Nagel
Nagel houdt na 140 jaar op te bestaan per 1 juli 2016.